# DJ Massiv
DJ Massiv (Kevin Vandyck) (Halle, 8 oktober 1984) is een Belgische dj. Zijn muziekstijl bestaat voornamelijk uit jump en French Tek. Daarnaast produceert hij ook technoachtige muzieknummers. DJ Massiv speelt vaak met DJ Bass (Bas van Tilburg, ook bekend als DJ The Rebel), met wie hij ook zijn grootste hits had, waaronder zijn bekendste nummer, High Volume. Zij noemen zichzelf dan ook 'DJ Massiv vs The Rebel'. Ook produceren zij samen onder de naam 'Carunia'.

## Biografie
DJ Massiv, die al vroeg aan muziek verslaafd raakte, volgde pianoles aan een muziekschool. Spoedig daarna begon hij te experimenteren met de synthesizer. Niet veel later schafte hij dj-benodigdheden aan, bleek hij gevoel te hebben voor dit vak en stapte hij over op vinyl.
Vanaf dat moment noemde hij zichzelf DJ Massiv. Hij trad enkele keren op op feestjes en tijdens kleine evenementen, waar hij ontdekt werd door de massa. Ook nam hij deel aan dj-wedstrijden, waar hij vaak in de prijzen viel. Samen met The Rebel bracht hij een aantal succesvolle platen uit, waarna een 'Special E.P.' verscheen, met daarop, naast enkele van zijn successen, twee nieuwe nummers: Attack en Like This. Ook werden 7 Ways To Blow The Box, Darkness, High Volume, Make My Day, Maniac en Suck My Bellz geremixt door grote jumpproducers.
In 2007 werd The Album uitgebracht met daarop Rest In Peace, samen met samenwerkingen van bekende artiesten zoals Binum, Coone, Ronald-V en Dark-E. Verder verscheen een extra plaat met daarop vier remixen door Karl F, Hardfaction, Q-IC en Bad Boyz. The Album bevatte drie platen en werd in juli 2007 uitgebracht.

## Discografie

### Bekendste nummers
- DJ Massiv vs. The Rebel - Back In Time
- DJ Massiv vs. The Rebel - High Volume
- DJ Massiv vs. The Rebel - Do It
- DJ Massiv vs. The Rebel - Get Ready
- DJ Massiv vs. The Rebel - Like This
- DJ Massiv vs. The Rebel - Ear Damage
- DJ Massiv vs. The Rebel - Frequence
- DJ Massiv vs. The Rebel - Maniac
- DJ Massiv vs. The Rebel - Tekno Logik
- DJ Massiv vs. The Rebel - Attack
- DJ Massiv vs. The Rebel - Suck My Bellz
- DJ Massiv vs. The Rebel - 7 Ways To Blow The Box
- DJ Massiv vs. The Rebel - Black Magic
- DJ Massiv vs. The Rebel - Control
- DJ Massiv vs. The Rebel - Rock This Place
- DJ Massiv vs. The Rebel - The Beginning
- DJ Massiv vs. The Rebel - Pump Up The Bass
- DJ Massiv - Join The Unit
- DJ Massiv - Lloret Del Bass
- DJ Massiv - Massiv Goes Spain
- DJ Massiv - Back Home
- DJ Massiv - Precious Dreams
- DJ Massiv vs. The Rebel - Rest In Peace
- DJ Massiv vs. The Rebel - Temptation
- DJ Massiv vs. The Rebel - Da Beat
- DJ Massiv vs. The Rebel - Dance
- DJ Massiv vs. The Rebel met Binum - Pita
- DJ Massiv vs. The Rebel met Dark-E - In Between
- DJ Massiv vs. The Rebel met Ronald V - U Like That
- DJ Massiv vs. The Rebel met Coone - Into The Rave

### Bekendste remixen
- Xtortion - Blamed (remix DJ Massiv)
- DJ Faction met Smokie - Sweet Dance (remix DJ Massiv)
- Carunia - Get Runed (remix DJ Massiv)
- DJ W4cko met Cartesis - Digital Pulse (remix DJ Massiv vs The Rebel)
- Lobotomy Inc - A New Way (remix DJ Massiv vs The Rebel)
- DJ Furax vs Redshark - Big Orgus 2006 (remix DJ Massiv vs The Rebel)
- Da Boy Tommy - Kol Nedra (remix DJ Massiv vs The Rebel)
- Mono Traxx - The Anthem (remix DJ Massiv vs The Rebel)
- DJ Greg C - Color Sound (remix DJ Massiv vs The Rebel)
- DJ W4cko met Casaya - Endless Desires (remix DJ Massiv vs The Rebel)